# Bloody Cross
Bloody Cross (ブラッディ・クロス, Bloody Cross) és un manga creat per Shiwo Yoneyama que és publicat a la revista japonesa Shonen Gangan des del 2007.

## Argument
Tsukimiya és una vampir meitat àngel, maleïda per la seva naturalesa impura, que juntament amb un altre vampir meitat àngel, Hinata, ha iniciat la recerca de l'única cosa que els pot salvar de la maledicció: el "Llibre de la Profecia de Déu". Aquest llibre té un immens poder, però ningú sap amb seguretat si el poder seria capaç de salvar a dos híbrids, a més a més, ells dos no seran els únics que voldran apoderar-se del llibre.

## Personatges
Tsukimiya (月宮, Tsukimiya)Vampir-meitat-ángel
Hinata (ミォ, Hinata)Vampir-meitat-ángel